# Emanuela Guidoboni
Emanuela Guidoboni est une historienne italienne; ses centres d'intérêt se situent principalement dans l'étude des tremblements de terre historiques ayant affecté l'Italie et l'aire méditerranéen, principalement au Moyen Âge. Ella a été en poste à l'Istituto Nazionale di Geofisica e Vulcanologia de Bologne, actuellement à la direction du Centre Euro-Méditerranéen Edis